# Сосновий бір (заповідне урочище)
Сосновий бір — один з об'єктів природно-заповідного фонду Луганської області, заповідне урочище місцевого значення.

## Розташування
Заповідне урочище розташоване в Старобільському районі Луганської області, на північній околиці міста Старобільськ, на території Старобільського лісництва державного підприємства «Старобільське лісомисливське господарство». Координати: 49° 18' 37" північної широти, 38° 56' 29" східної довготи.

## Історія
Заповідне урочище місцевого значення «Сосновий бір» оголошено рішенням виконкому Ворошиловградської обласної ради народних депутатів № 300 від 12 липня 1980 р. (в. ч.), № 247 від 28 червня 1984 р.

## Загальна характеристика
Заповідне урочище «Сосновий бір» загальною площею 67,0 га являє собою штучні лісові насадження сосни звичайної у віці 60-100 років.

## Рослинний світ
В заповідному урочищі домінують насадження сосни звичайної. Трав'яний покрив формують звіробій звичайний, перстач горбкуватий, перестріч гребінчастий, чебрець Палласів, цмин піщаний, волошки Майорова і паннонська, нечуйвітер донецький, юринея харківська, деревій дрібноквітковий, житняк гребінчастий, мітлиці повзуча і піскова, пирій повзучий, псамофілієла мурова та інші.